# Kostandovo
Kostandovo (Bulgaars: Костандово) is een stad in de Bulgaarse gemeente Rakitovo, oblast Pazardzjik. De stad ligt 26 km ten zuidwesten van de regionale hoofdplaats Pazardzjik en 98 km ten zuidoosten van Sofia.
Kostandovo werd op 5 september 2003 bij Decreet №615 uitgeroepen tot stad, daarvoor was het officieel nog een dorp.

## Bevolking
Op 31 december 2019 telde de stad 3.992 inwoners, een daling vergeleken met het maximum van 4.351 personen in 2001.
|  |

| Etnische samenstelling van de respondenten (2011) | Etnische samenstelling van de respondenten (2011) | Etnische samenstelling van de respondenten (2011) | Etnische samenstelling van de respondenten (2011) | Etnische samenstelling van de respondenten (2011) |
| ------------------------------------------------- | ------------------------------------------------- | ------------------------------------------------- | ------------------------------------------------- | ------------------------------------------------- |
|                                                   |                                                   |                                                   |                                                   |                                                   |
| Bulgaren                                          | Bulgaren                                          |                                                   | 83,9%                                             | 83,9%                                             |
| Turken                                            | Turken                                            |                                                   | 0,0%                                              | 0,0%                                              |
| Roma                                              | Roma                                              |                                                   | 14,8%                                             | 14,8%                                             |
| Anders/onbekend                                   | Anders/onbekend                                   |                                                   | 1,3%                                              | 1,3%                                              |

### Religie
In het dorp wonen zowel moslims als christenen. De meeste moslims zijn Moslim-Bulgaren of Pomaken. 

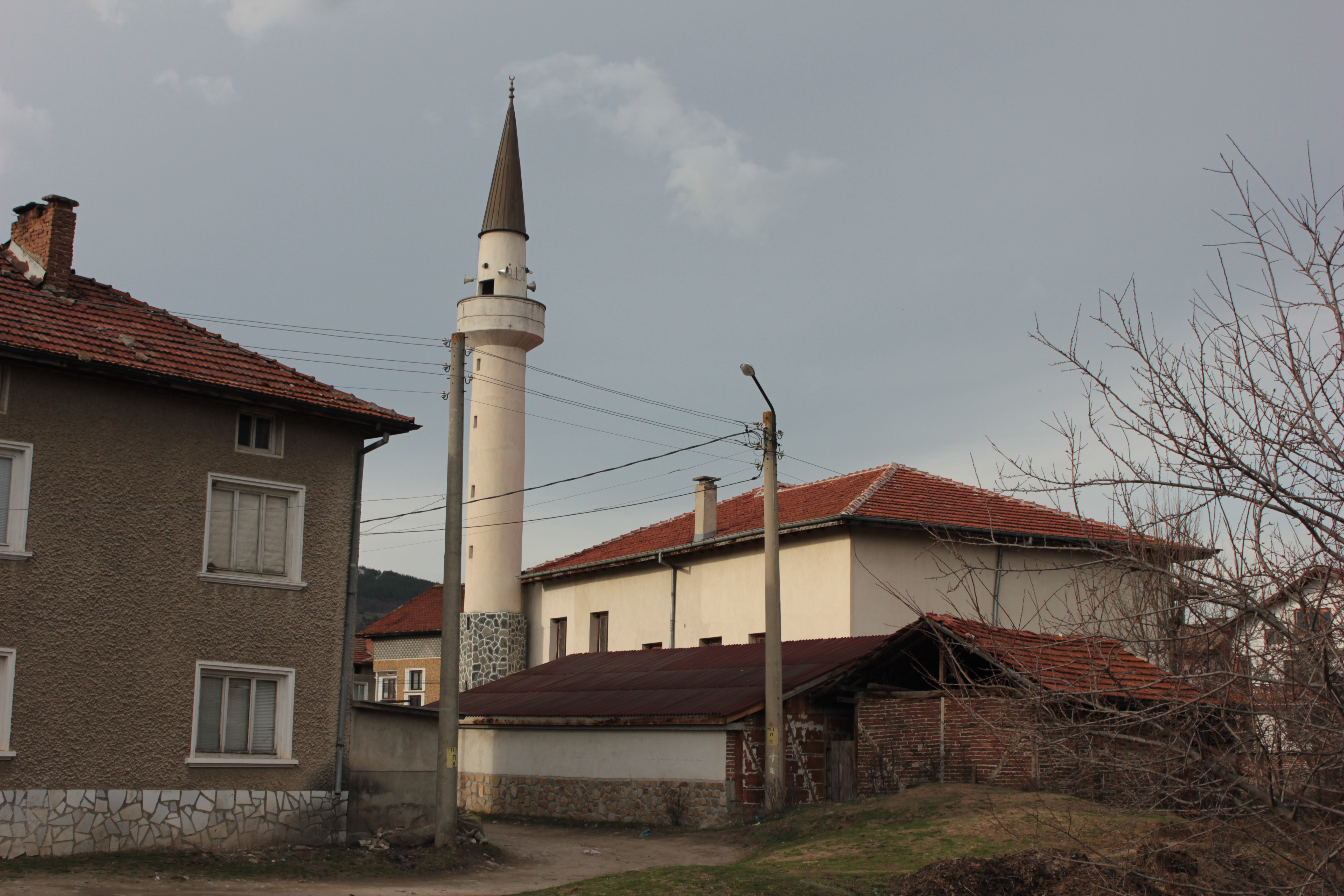
Moskee van Kostandovo
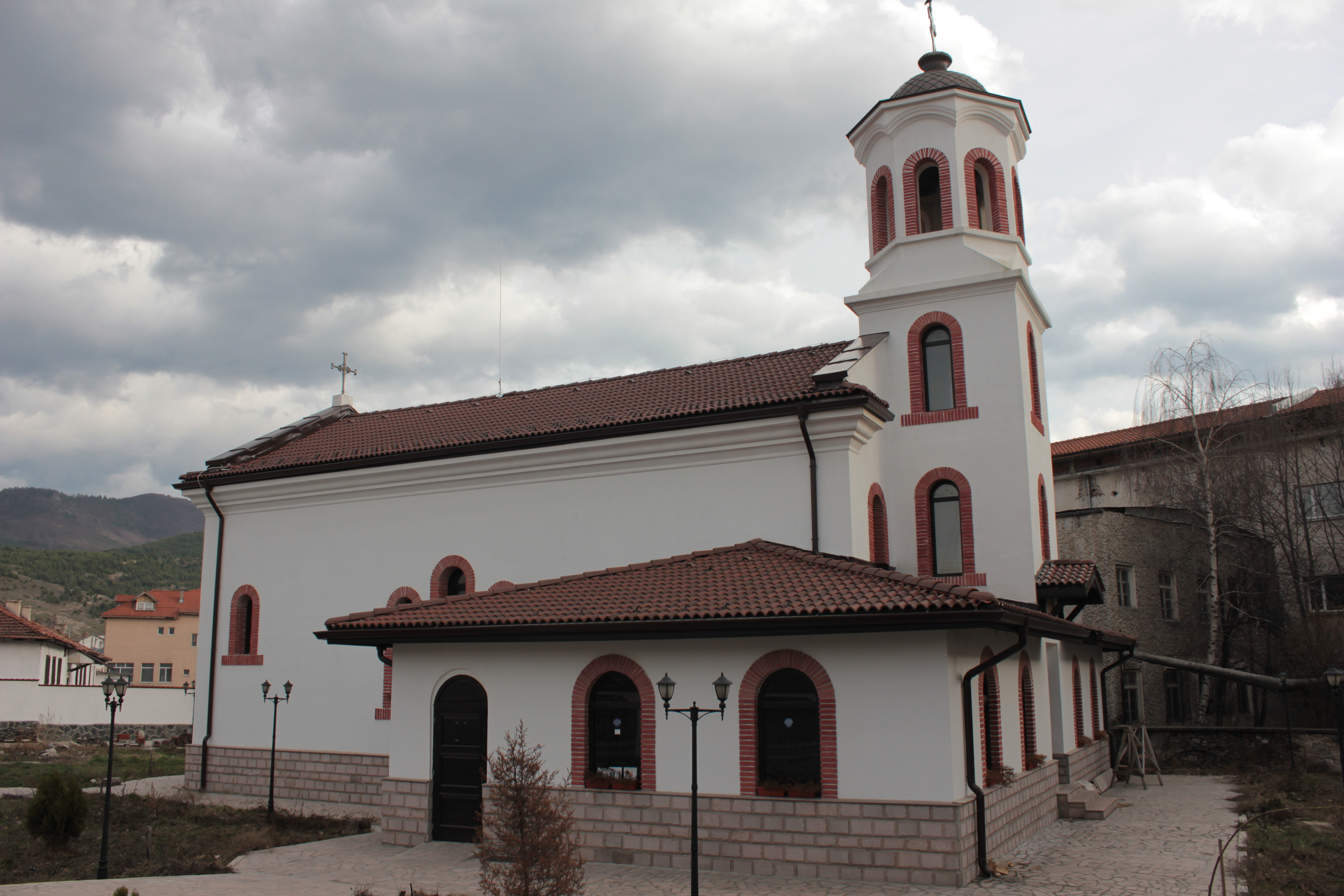
De ‘Sint Konstantijn en Helena’-kerk